# 1425 a tudományban
Az 1425. év a tudományban és a technikában.

## Halálozások
- Parameshvara matematikus.